# Stephanie Venier
Stephanie Venier, född den 19 december 1993 i Innsbruck, Tyrolen, är en österrikisk alpin skidåkare, vars discipliner innefattar såväl störtlopp som super-G och storslalom.
Hon gjorde sin världscupdebut den 12 januari 2013 i Sankt Anton. Hennes största framgång i Världscupen är en andraplats i super-G  i Garmisch den 22 januari 2017. 